# Tâlvești
Tâlvești – wieś w Rumunii, w okręgu Gorj, w gminie Drăguțești. W 2011 roku liczyła 637 mieszkańców.